# Aura Rostand
Aura Rostand era o pseudónimo da poetisa nicaraguense Maria de la Selva (1899 a 1957). Ela era irmã do poeta Salomón de la Selva e do artista plástico Roberto de la Selva.
Em 1927, ela foi nomeada conselheira nicaraguense para Detroit, Michigan. Ela foi a primeira mulher nicaraguense a ocupar um cargo diplomático, ocupando esse cargo até 1929.
Rostand casou-se com Asdrubal Ibarra Rojas, com quem teve dois filhos, Aura Maria Ibarra (1930–2013) e Plutarco Ibarra (1934–1972).